# 常在寺 (世田谷区)
常在寺（じょうざいじ）は、東京都世田谷区弦巻一丁目にある寺院。日蓮宗に属し、詳名は「宝樹山常在寺」という。寺伝では開基を吉良頼康の側室常盤姫と伝え、彼女に関する悲話が残っている。

## 歴史
常在寺は日蓮宗の寺院で、総本山は身延山久遠寺、詳名は「宝樹山常在寺」という。創建は1506年（永正3年）までさかのぼることができる。寺伝によれば、開基は世田谷城主吉良頼康の側室であった常盤姫（吉良氏の家臣、大平出羽守の娘）という。『新編武蔵国風土記稿』の記述では、「小名向にあり、法華宗、甲斐国久遠寺末、宝樹山と号す、当寺の過去帳に開山忠善院日純聖人（中略）、開基は大平出羽守が女吉良氏の室、法諡宝樹院妙常日義大姉、大永3年（注：1523年）4月23日卒すと見ゆ」とある。
当時、身延山久遠寺から来た日純という名の僧が法華経の教えを布教していた。多くの人々がその教えに帰依し、常盤姫もそのうちの1人であった。常盤姫は弦巻の地に、常在寺の前身となる堂宇を建立した。
吉良氏は禅宗とのかかわりが深く、弘徳院（後の豪徳寺）や龍鳳寺（後の勝光院）は再興時に曹洞宗に宗旨を変えていた。そのかたわら、他宗派の寺院にも手厚い庇護を与えていた。しかし、頼康は革新的な宗教思想を有する法華経を好んでいなかった。常盤姫が法華経への傾倒を深めていくにつれ、頼康は彼女への不信感を募らせていくことになった。
常盤姫は頼康と法華経との板挟みになったが、法華経への信心を捨てることができなかった。頼康は激怒して、常盤姫の捕縛を命じた。常盤姫は何とか城を逃れたものの、追っ手に捕らわれる前に命を絶つ決心を固めた。彼女は守り本尊の鬼子母神像を常在寺の井戸に投入し、その後若林の常盤塚の付近で自害したと伝わる。
後に寺の僧侶が井戸から鬼子母神像を引き上げて鬼子母神堂に安置した。その後、この井戸の水は火傷に効くとの評判が広まり、1940年（昭和15年）頃まで水を求めて遠方からくる人々がいた。
ただし、常盤姫開基説については、既に『新編武蔵国風土記稿』が疑義を呈している。若林村の香林寺（廃寺）も常盤姫を開基と伝えていた。しかし、香林寺の開基である「香林寺殿海岸宝樹大姉」の位牌には「天文4年（注：1535年）7月7日と記されていて、およそ10年の差異がある。『新編武蔵国風土記稿』では「卒年も合わざればいぶかしき事なり」として大平家から吉良家に嫁いだ女性がともに「常盤」と称していたのかなどと考察して「いぶかしきことのみ多し」と記している。
1872年（明治5年）の『日蓮宗時宗本末一派寺院明細帳ll』という資料によれば、檀家は62軒、1877年（明治10年）の『日蓮宗明細簿』では56戸であった。檀家は弦巻村の他、世田ヶ谷村にも存在していた。

## 境内

### 本堂
旧本堂は、1979年（昭和54年）から4年にわたって実施された世田谷区社寺調査の対象となった。調査当時の伝承では「約250年前（18世紀中ごろ）のもの」といわれ、調査結果でもそれを裏付ける部材がよく残っていた。
2002年（平成14年）、開山500年記念事業として室町時代の建築様式を採用した新本堂が建立された。地上と地下の2層を回廊のように廻ることのできる構造となっており、地下に設けられた吹抜けの庭園を中心とした地下伽藍に斎場、ロビー等が配置されている。また、2015年（平成27年）には永代供養五重塔が建てられた。

### いぼとり地蔵尊

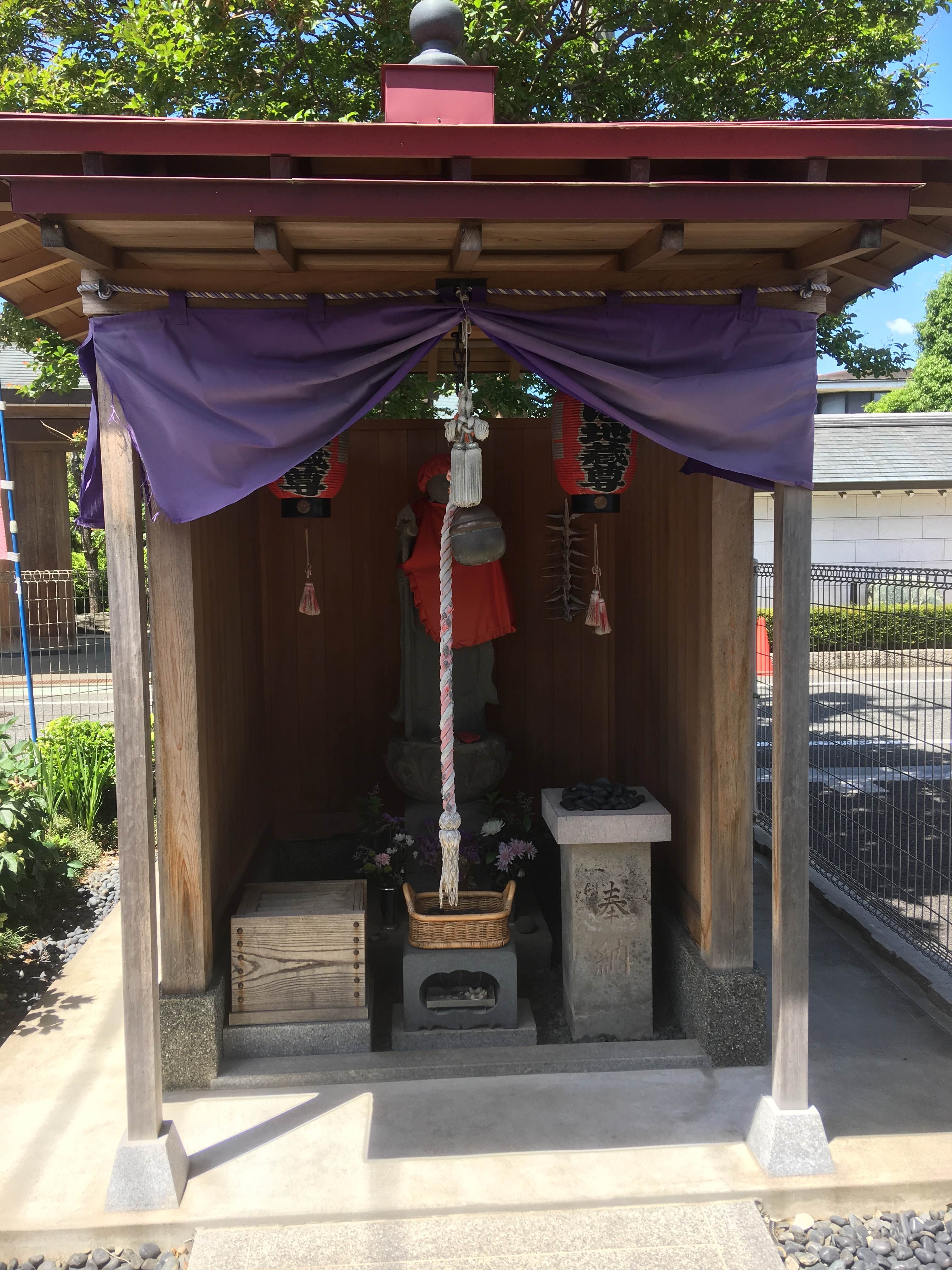
いぼとり地蔵尊

寺院西側付近（弦巻1丁目41番14号）の小さな祠にある地蔵尊。1751年（寛延4年）に弦巻村の女性21人が金を出し合うことでによって造立された。元はこの場所から2分ほど離れた路傍にあったが、2013年（平成25年）に移転した。イボ（腫瘍）を治してくれる地蔵として親しまれている。イボが出来たとき、地蔵の台座の前にある小石を借りて、病んでいる箇所を撫でると、イボが取れるといい、全快後は、その借りた小石を倍にして返しておけば良いと言い伝えられている。後の昭和期においても、旧家の人々で清掃され、花が供えられていた。平成期においても、地元の有志によってお守りが行なわれている。遠方からも祈願に来る人がいるという。

### その他
境内に入る出入り口近くに浄行菩薩が祀られている。この菩薩は水を好むと伝えられ、願い事をするときに水をかけて祈れば叶うという。他には安永2年（注：1773年）の日付が刻まれた大山道の道標がある。この道標は二子橋近くにあったもので、高さ141センチメートル、塔身部は88×34×30センチメートルを測り、正面には如意輪観音坐像と「西 大山道」などの文言を刻んでいる。

## 年中行事
通常の年中行事に加え、彼岸の入りの日が会員のための法要に定められており、死去した会員の供養を合同供養祭として執り行っている。また、境内には様々な植栽が植えられていることから、四季折々の行事において、違った表情を見ることができる楽しみもある。
- 1月 - 新年初詣会
- 2月 - 宗祖降誕会・星祭
- 3月 - 春彼岸・法楽加持
- 7月 - 施餓鬼法要
- 9月 - 秋彼岸・法楽加持
- 11月 - お会式

## 交通アクセス
- 鉄道
  - 東急世田谷線 世田谷駅下車 徒歩7分
- バス
  - 東急バスで「弦巻1丁目」バス停下車 徒歩1分